# 19 messidor
19 prairial 19 thermidor
Le nonidi 19 messidor, officiellement dénommé jour de la cerise, est le 289e jour de l'année du calendrier républicain.
C'était généralement le 7e jour du mois de juillet dans le calendrier grégorien.